# 더 폰 코리아
《더 폰 코리아》는 2013년 tvN에서 방송된 오락 프로그램으로 네덜란드에서 제작되어 에미상과 골든로즈 대상을 수상한 《더 폰》(The Phone)을 원작으로 하여 제작된 프로그램이다.

## 규칙

### 기본 규칙
기본 상금은 3000만원이며 시간에 맞춰 도착하지 못할 시 300만원의 상금이, 각 미션을 시간내에 완수하지 못할 경우 100만원씩 상금이 삭감되며 라이어 게임버전의 경우 첫 시작시 각 도전자가 상금을 각각 1500만원씩 나누어 시작한다.

### 상금 배분규칙
기본적으로 HALF, ALL, 조커 3장의 카드 중 하나를 선택하는 방식으로 HALF는 상금의 절반을 ALL은 상금의 전부를 가진다는 의사표시이다. 두 명이 모두 HALF카드를 낼 경우 도전자들이 상금을 절반씩 나눠갖고, 한 명이 HALF카드를 내고 ALL카드를 낼 경우 ALL카드가 HALF카드를 이기며 한 명이 HALF카드를 내고 다른 한 명이 조커카드를 낼 경우 HALF카드가 승리하며, 한 명이 ALL카드를 내고 다른 한 명이 조커카드를 낼 경우 조커카드가 ALL카드를 이긴다. 상금을 두 도전자 모두 갖지 못하는 경우도 발생하는데 두 명 모두 ALL카드를 내거나 조커카드를 낼 경우 상금은 0이 된다.
라이어게임의 경우는 거짓말게임을 통해 상금을 배분하는데 수비자는 블록을 숨길지 숨기지 않을지 결정을 하고 공격자는 이에 대해 질문을 하여 상대가 블록을 숨겼는지 숨기지 않았는지 맞추게 된다. 이 게임은 한 사람의 블록이 모두 소진될 때까지 진행된다.